# Mário Centeno
Mário José Gomes de Freitas Centeno (ur. 9 grudnia 1966 w Olhão) – portugalski polityk, ekonomista, matematyk i nauczyciel akademicki, profesor, poseł do Zgromadzenia Republiki, od 2015 do 2020 minister finansów, od 2019 do 2020 także minister stanu.

## Życiorys
Ukończył w 1990 studia ekonomiczne w instytucie gospodarki i zarządzania ISEG w ramach Universidade Técnica de Lisboa. Na tej samej uczelni w 1993 uzyskał magisterium z zakresu matematyki stosowanej. Kształcił się z ekonomii następnie na Harvard Business School w USA, gdzie uzyskiwał magisterium (1998) i doktorat (2000).
Jako nauczyciel akademicki związany z ISEG, najpierw w ramach UTL, a po połączeniu uczelni w ramach Uniwersytetu Lizbońskiego. Objął na ISEG stanowisko profesora (professor catedrático). Pracował również w portugalskim banku centralnym Banco de Portugal jako ekonomista (2000–2004), zastępca dyrektora departamentu badań (2004–2013) i doradca (od 2014). W latach 2007–2013 przewodniczył grupie roboczej w ramach państwowej rady statystyki (Conselho Superior de Estatística). Członek redakcji czasopisma naukowego „Portuguese Economic Journal” oraz zarządu EALE, europejskiego stowarzyszenia ekonomistów rynku pracy.
W wyborach w 2015 z ramienia Partii Socjalistycznej uzyskał mandat deputowanego do Zgromadzenia Republiki XIII kadencji. W 2019 z powodzeniem ubiegał się o reelekcję.
W listopadzie 2015 objął urząd ministra finansów w rządzie Antónia Costy. W grudniu 2017 wybrany na przewodniczącego Eurogrupy z kadencją od stycznia 2018; kierował tym gremium do 2020. W październiku 2019 został ministrem stanu oraz ministrem finansów w drugim gabinecie dotychczasowego premiera. W czerwcu 2020 ustąpił z funkcji rządowych.
W lipcu 2020 objął funkcję prezesa banku centralnego Portugalii.